# Остров (группа художников)
Независимое творческое объединение ленинградских художников «Остров» изначально существовало как часть ТЭИИ (Товарищество Экспериментального Изобразительного Искусства). В 1986 г. ТЭИИ окончательно «растряслось» на группы, и художники, так или иначе использовавшие в своём творчестве приёмы классической живописи, объединились в группу «Остров». Успех «неофициальных» художников был гарантирован — зрители, уставшие от соцреализма, выстраивались в очередь, чтобы попасть на эти выставки (первую выставку группы в январе 1987 г. посетило 25 000 человек). По окончании зрители бурно обсуждали выставки с художниками. Художественный процесс тех лет абсолютно уникален. Однако, с годами люди привыкли к разнообразию визуальной реальности, к большому количеству картин на свободном арт-рынке и выставочных площадках. В этой связи логично, что в конце 80-х — начале 90-х годов, когда в России произошел очередной перелом, выставки Острова, да и ТЭИИ в целом, стали редкими и, в итоге, закончились.

## В числе участников группы
- Николай Богомолов
- Вадим Круговов
- Юрий Брусовани
- Николай Бябленков
- Голубенков Кирилл
- Александр Иванов
- Владимир Карташов
- Андрей Куташов
- Борис Митавский
- Вячеслав Побоженский
- Вячеслав Рожков
- Александр Семёнов
- Сухов Ярослав
- Владислав Сухоруков
- Евгений Ухналёв
- Владимир Лисунов
- Исаков Алексей
- Уланова Тамара
- Евгений Дмитриев и др.

## Выставки группы Остров
- 1987 г. — ДК им. Цюрупы, Елагин дворец, ТВ центр"Чапыгина 6"
- 1988 г. — ДК им. Цюрупы, «Остров-Вернисаж» (Москва), «Весна-88»
- 1989 г. — «Современное искусство Ленинграда». ЦВЗ Манеж Архивная копия от 21 сентября 2008 на Wayback Machine, ДК Пищевиков, Галерея Пять углов
- 1991 г. — Постскриптум. ЛГУ
- 1997 г. — Остров-10 лет
- 2008 г. — Остров-20 лет спустя. СХ Петербурга